# Jules Viard
Pour les articles homonymes, voir Viard.
Jules Viard, né le 15 août 1862 à Fresnes-sur-Apance (Haute-Marne) et mort le 21 avril 1939 à Saint-Mandé (Val-de-Marne), est un archiviste et un historien français.

## Biographie
Jules Viard est élève de l'École nationale des chartes de 1884 à 1888. Il entre le 1er novembre 1889 aux Archives nationales, où il travaille sous la direction de Léon Gautier, puis de Charles-Victor Langlois. Il prend sa retraite le 1er février 1929.
Le premier livre publié par Jules Viard est l'édition de la correspondance de son oncle maternel Julien-Nicolas Clerc. Ce prêtre catholique de la congrégation des missions étrangères de Paris est envoyé dans le vicariat apostolique du Sutchuen méridional (devenu ensuite le diocèse de Suifu, dans le sud-ouest de la Chine) en 1869. Nommé provicaire en 1875, Clerc meurt à Luzhou en 1885. Viard rassemble les lettres envoyées depuis le Sichuan (Sutchuen) par son oncle à sa famille et les publie en 1887, alors qu'il est étudiant à l'École nationale des chartes.
Viard est surtout connu pour avoir donné des éditions de documents issus du Trésor des Chartes et de textes médiévaux, à l'instar de la Chronique de Jean le Bel. Il consacre les vingt dernières années de sa vie à la publication des Grandes chroniques de France, entreprise soutenue par la Société de l'histoire de France dont neuf volumes sur dix paraissent de son vivant.
L'Académie des inscriptions et belles-lettres lui décerne le prix Jean-Jacques-Berger en 1903 pour Les documents parisiens du règne de Philippe VI de Valois (1328-1350) et le prix Gobert en 1918 pour son ouvrage Les journaux du trésor de Charles IV.